# Short track al VII Festival olimpico invernale della gioventù europea
Le gare di short track al VII Festival olimpico invernale della gioventù europea si sono svolte dal 24 al 28 gennaio 2005 a Monthey, in Svizzera.
Sono state disputate quattro gare maschili, quattro gare femminili, per un totale di 8 gare.

## Podi

### Ragazzi
| Evento    | Oro                | Argento            | Bronzo             |
| 500m      | Marco Bertoldi     | Xavier Charpentier | Maxime Châtaignier |
| 1000m     | Maxime Châtaignier | Robert Seifert     | Gábor Galambos     |
| 1500m     | Gábor Galambos     | Evgeni Koshulin    | Maxime Châtaignier |
| Staffetta | Francia            | Germania           | Paesi Bassi        |

### Ragazze
| Evento    | Oro                  | Argento          | Bronzo        |
| 500m      | Patrycja Maliszewska | Bernadett Heidum | Julia Riedel  |
| 1000m     | Rózsa Darázs         | Julia Riedel     | Elena Pribysh |
| 1500m     | Rózsa Darázs         | Bernadett Heidum | Julia Riedel  |
| Staffetta | Ungheria             | Italia           | Germania      |